# Music Hall

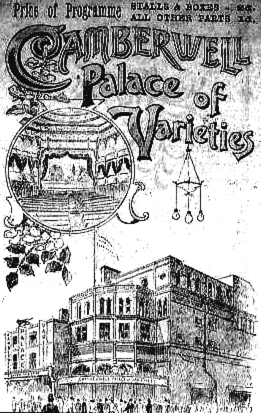
Plakat des Camberwell Palace in London, ca. 1880

Music Halls im weiteren Sinn waren Unterhaltungsstätten in London (etwa seit 1850) und Paris (seit der Liberalisierung der Theatergesetze 1867) bis in die 1930er-Jahre, die ihrem Publikum ein Bühnenspektakel kombiniert mit Restaurant oder Bar anboten, manchmal auch mit der Gelegenheit zu tanzen.
Im engeren Sinn bezeichnet Music Hall das Unterhaltungsprogramm, das dort stattfand (eine Art Varieté oder Revue mit musikalischen und akrobatischen Einlagen), und bedeutet dann etwa dasselbe wie Vaudeville im Amerikanischen. Music Hall kann mehr einer Zirkusveranstaltung oder mehr einem Konzert gleichen.

## Geschichte
Die Music Halls gingen aus den Londoner Saloon Bars beziehungsweise den Pariser Cafés chantants oder Café-concerts hervor und konnten sich erst entwickeln, als den eigentlichen Theatern die Privilegien für Bühnenveranstaltungen entzogen wurden. Dies war in London schon mit dem Theatre Regulation Act 1843 (siehe Patent Theatre) der Fall. In Paris wurde die Theaterfreiheit, die bereits in den Jahren nach der Französischen Revolution bestanden hatte, durch ein kaiserliches Dekret von 1864 wieder eingeführt. Der eingedeutschte, vor allem in Wien verwendete Begriff für Music Hall lautete Singspielhalle.
In Madrid eröffnet 1898 Casino Music Hall, wo internationale Darbietungen, darunter Chansons, lateinamerikanische und Flamencomusik zu sehen und zu hören waren. Das moderne französische Chanson ist aus dem Music Hall hervorgegangen (Mistinguett, Maurice Chevalier). Eine der berühmtesten noch existierenden Music Halls ist das Pariser Olympia. In London beschäftigte der Produzent Fred Karno die Komiker Stan Laurel und Charlie Chaplin in seiner Music Hall, bevor sie sich dem Film widmeten.
Die Kinotheater, die sich in den 1920er Jahren beträchtlich vermehrten, trugen wesentlich zum Niedergang der Music Halls bei. Die Mehrheit wurde bis spätestens in den 1960er Jahren geschlossen. Zu den letzten großen Komödianten der Music Hall gehörte Ken Dodd. Vor allem in London gibt es jedoch Bestrebungen, die erhaltenen Gebäude zu renovieren und wieder ihrem ursprünglichen Zweck zuzuführen. So wurde Wilton’s Music Hall in den Jahren 2012–2015 restauriert.

## Begriffswandel
Der Ausdruck „Hall“ kann sich auch auf die besondere Größe einer (klassischen) Konzertlokalität beziehen, wie der Radio City Music Hall in New York City, der Boston Music Hall oder der Methuen Memorial Music Hall.
Als Musikstil dient Music Hall zur Bezeichnung einer eingängigen Melodik zwischen Volkslied und Schlager. Ein bekannter Music-Hall-Song ist das Marschlied It’s a Long Way to Tipperary (1914).
Als Name für Konzertlokalitäten und Clubs wurde der Begriff Music Hall seit den 1970er-Jahren wieder populär, wie die Aladin Music Hall in Bremen, die Live Music Hall in Köln, die Jovel Music Hall in Münster oder die Maag Music Hall in Zürich zeigen.